# Dave Dee, Dozy, Beaky, Mick & Tich
Dave Dee, Dozy, Beaky, Mick & Titch – brytyjski zespół pop-rockowy z lat 60-XX w.
Formacja powstała w 1964 roku z inicjatywy Johna „Beaky” Dymona, Dave „Dee” Harmana i Michaela „Micka” Wilsona, po dołączeniu do zespołu Iana „Ticha” Ameya i Trevora „Dozy” Warda-Daviesa zespół przybrał nazwę Dave Dee, Dozy, Beaky, Mick and Tich. Już w 1965 wprowadzili na listy przebojów piosenkę „You Make it Move”. W czasie istnienia zespołu osiem jego utworów znalazło się w pierwszej dziesiątce brytyjskich notowań. Do historii muzyki przeszła ich piosenka „The Legend of Xanadu”, która w 1968 trafiła na pierwsze miejsca brytyjskich list przebojów w czołówce, której Dave Dee strzela z bata. Zespół rozwiązał się w 1972 wznawiając potem kilkakrotnie działalność.

## Skład
- Dave Dee (właśc. David John Harman, ur. 17 grudnia 1941, zm. 9 stycznia 2009[1]) – lider
- Dozy (właśc. Trevor Leonard Ward-Davies, ur. 27 listopada 1944, zm. 12 stycznia 2015[2]) – gitarzysta basowy
- Beaky (właśc. John Dymond, ur. 10 lipca 1944) – gitarzysta rytmiczny
- Mick (właśc. Michael Wilson, 4 marca 1944) – perkusista
- Tich (właśc. Ian Frederick Stephen Amey, ur. 15 maja 1944, zm. 15 lutego 2024[3]) – gitarzysta prowadzący

## Dyskografia

### Albumy
- Dave Dee, Dozy, Beaky, Mick & Tich (1966) – UK Chart High Number 11
- If Music Be The Food Of Love... Prepare For Indigestion (1966) – Number 27
- Golden Hits Of Dave Dee, Dozy, Beaky, Mick & Tich (1967)
- If No-one Sang (1968)
- DDDBM&T (1969)
- Together (1969)

### Single
- "No Time" (Ken Howard/Alan Blaikley) / "Is It Love?" (Harman, Wilson, Davies, Amey, Dymond) (Fontana TF531, 29 stycznia 1965)
- "All I Want" (Ken Howard/Alan Blaikley) / "It Seems A Pity" (Harman, Wilson, Davies, Amey, Dymond) (Fontana TF586, 2 lipca 1965)
- "You Make It Move" (Ken Howard/Alan Blaikley) / "I Can't Stop" (Ken Howard/Alan Blaikley) (11-1965) – UK Chart High – Numer 26 (Fontana TF630)
- "Hold Tight!" (Howard Blaikley)/ "You Know What I Want" (Howard Blaikley) (2-1966) – Numer 4 (Użyta w soundtracku Quentina Tarantino Death Proof in 2007)
- "Hideaway" / "Here's A Heart" (6-1966) – Numer 10 (Fontana TF711)
- "Bend It" / "She's So Good" (9-1966) – Numer 2 — "Bend It" początkowo zakazane w USA[potrzebny przypis] (Fontana TF746)
- "Save Me" / "Shame" (12-1966) – Numer 4 (Fontana TF775)
- "Touch Me Touch Me" / "Marina" (3-1967) – Numer 13 (Fontana TF798)
- "Okay!" / "He's A Raver" (5-1967) – Numer 4 (Fontana TF830)
- "Zabadak!" / "The Sun Goes Down" (9-1967) – Numer 3 (Fontana TF873)
- "The Legend of Xanadu" / "Please" (2-1968) – Numer 1 (Fontana TF903)
- "Last Night In Soho" / "Mrs Thursday" (6-1968) – Numer 8 (Fontana TF953)
- "Wreck of the Antoinette" / "Still Life" (9-1968) – Numer 14 (Fontana TF971)
- "Don Juan" / "Margareta Lidman" (2-1969) – Numer 23 (Fontana TF1000)
- "Snake In The Grass" / "Bora Bora" (5-1969) – Numer 23 (Fontana TF1020)
- "Tonight Today" / "Bad News" (11-1969) (zapowiadane jako D,B,M and T) (Fontana TF1061)
- "Mr President" / "Frisco Annie" (5-1970) – Numer 33 (zapowiadane jako as D,B,M and T)
- "Festival" / "Leader of a rock & roll band" (9-1970)
- "She's My Lady" / "Babeigh" (1974)
- "Staying With it" / "Sure Thing" (1983)